# Neomorphus pucheranii
Il cuculo terragnolo beccorosso (Neomorphus pucheranii Deville, 1851) è un uccello della famiglia Cuculidae.

## Distribuzione e habitat
Questo uccello vive in Colombia, Brasile, Ecuador e Perù.

## Tassonomia
Neomorphus pucheranii ha due sottospecie:
- Neomorphus pucheranii pucheranii
- Neomorphus pucheranii lepidophanes